# کاوامینامی، میازاکی
کاوامینامی، میازاکی (به لاتین: Kawaminami, Miyazaki) یک منطقهٔ مسکونی در ژاپن است که در استان میازاکی واقع شده‌است. کاوامینامی ۱۷٬۳۸۵ نفر جمعیت دارد.